# SN 2006ea
SN 2006ea – supernowa typu Ib odkryta 25 lipca 2006 roku w galaktyce UGC 12134. W momencie odkrycia miała maksymalną jasność 18,80m.